# Szelek szárnyán (televíziós sorozat)
A Szelek szárnyán (Wind at My Back) egy televíziós sorozat, amelyet Kanadában a CBC Television sugárzott 1996 és 2001 között. Kevin Sullivan készítette, aki leginkább az "Anna"(Anne of Green Gables) és a "Váratlan utazás" (Road to Avonlea) révén ismert.
A sorozat öt évadot élt meg 13 epizóddal és egy karácsonyi különkiadással. 

## Háttér
A sorozat a nagy gazdasági világválság idején játszódik, az 1930-as években. A helyszín a fiktív New Bedford nevű kis bányászváros. A családi dráma nyomon követi a Bailey család tagjait, amint átélik a nehézségekkel jellemezhető időszakot. A Szelek szárnyán lazán kapcsolódik Max Braithwaite Never Sleep Three in a Bed és a The Night We Stole the Mountie's Car című könyveihez.
| Szereplő                      | Színész                                               | Magyar hang                     |
| ----------------------------- | ----------------------------------------------------- | ------------------------------- |
| Honey Callaghan-Bailey-Sutton | Cynthia Belliveau (1-3 évad) Laura Bruneau (4-5 évad) | Nagy-Kálózy Eszter Györgyi Anna |
| May Bailey                    | Shirley Douglas                                       | Győri Ilona Szabó Éva           |
| Grace Bailey                  | Kathy Greenwood                                       | Hámori Eszter                   |
| Hubert "Hub" Bailey           | Dylan Provencher                                      | Halasi Dániel Ungvári Gergő     |
| Henry "Dagi" Bailey           | Tyrone Savage                                         | Szvetlov Balázs Bogdán Gergő    |
| Max Sutton                    | James Carroll                                         | Holl Nándor Kőszegi Ákos        |
| Robert "Bob" Bailey           | Dan Lett                                              | Cseke Péter                     |
| Toppy Bailey                  | Robin Craig                                           | Kubik Anna                      |
| Violet Bailey                 | Victoria Collyer Natasha LaForce                      |                                 |
| Del Sutton                    | Ron Lea                                               | Fazekas István Kálid Artúr      |
| Ollie Jefferson               | Neil Crone                                            | Csuja Imre Hajdu Steve          |
| Leo McGinty                   | Gordon Pinsent                                        | Szuhay Balázs                   |
| Maisey McGinty                | Dalene Irvine                                         | Vadász Bea                      |
| Doris Bailey                  | Kathryn Long                                          |                                 |
| Joe Callaghan                 | Jesse Collins                                         | Lux Ádám                        |

## Epizódok

### Első évad
|     | Epizód magyar címe      | Epizód eredeti címe           |
| --- | ----------------------- | ----------------------------- |
| 1.  | Négy fal és tető 1.rész | Four Walls and a Roof: Part 1 |
| 2.  | Négy fal és tető 2.rész | Four Walls and a Roof: Part 2 |
| 3.  | Nem illik elmondani     | No Way of Telling             |
| 4.  | Függetlenek gyülekezete | A Family of Independent Means |
| 5.  | Pajti kutya             | My Dog Pal                    |
| 6.  | Valami, semmiből        | Something from Nothing        |
| 7.  | Holdfény és szeszfőzde  | Moonshine Struck              |
| 8.  | Vonat a semmibe         | Train to Nowhere              |
| 9.  | Grace néni házassága    | Aunt Grace's Wedding          |
| 10. | ...de legjobb otthon.   | No Place Like Home            |
| 11. | Szivárványvadászat      | Chasing Rainbows              |
| 12. | Ha a hegy nem megy...   | Moving Mountains              |
| 13. | Vissza a karjaimba      | Back in My Arms Again         |

### Második évad
|     | Epizód magyar címe          | Epizód eredeti címe              |
| --- | --------------------------- | -------------------------------- |
| 1.  | Éljen soká                  | Many Happy Returns               |
| 2.  | Hárman egy ágyban           | Never Sleep Three in a Bed       |
| 3.  | Lelki bajok                 | The Agony Column                 |
| 4.  | A baj, bajjal jár           | Triple Trouble                   |
| 5.  | Nyári álmok, nyári lidércek | Summer Dreams, Summer Nightmares |
| 6.  | Pankráció                   | The Champ                        |
| 7.  | A kutya, meg a fája         | By Gosh or by Golly              |
| 8.  | Hivatások                   | Careers                          |
| 9.  | Rádiók és hullámok          | Radio Waves                      |
| 10  | A halvány remény            | A Ghost of a Chance              |
| 11. | Beavatási szertartás        | A Meeting of the Clan            |
| 12. | Amit még a szív elvisel     | All That Human Hearts Endure     |
| 13. | Aki utoljára nevet          | Smiling Through                  |

### Harmadik évad
|     | Epizód magyar címe   | Epizód eredeti címe     |
| --- | -------------------- | ----------------------- |
| 1.  | May feltámadása      | The Resurrection of May |
| 2.  | A hosszú hétvége     | The Long Weekend        |
| 3.  | Az utolsó ugrás      | The Forever Leap        |
| 4.  | Az én gyönyörű anyám | My Beautiful Mom        |
| 5.  | A zsongás            | The Fever               |
| 6.  | A kristály koponya   | The Crystal Skull       |
| 7.  | A közellenség        | Public Enemies          |
| 8.  | Változások kora      | New Directions          |
| 9.  | A szíj               | The Strap               |
| 10. | Hollywood bája       | Grace of Hollywood      |
| 11. | Tánc maraton         | Marathon                |
| 12. | Honey a megmentő     | A Mission for Honey     |
| 13. | Élet a Marson        | Life on Mars            |

### Negyedik évad
|     | Epizód magyar címe    | Epizód eredeti címe      |
| --- | --------------------- | ------------------------ |
| 1.  | Szökött rabok         | All This and Heaven Too  |
| 2.  | Közös vállalkozás     | It Don't Mean a Thing... |
| 3.  | Egy bajba került lány | A Girl in Trouble        |
| 4.  | Veszélyes vizeken     | A River Rages            |
| 5.  | Leo után              | After Leo                |
| 6.  | A gyógyító            | Faith Healer             |
| 7.  | A megemlékezés napja  | Remembrance Day          |
| 8.  | Az árnyékboxoló       | The Shadow Boxer         |
| 9.  | A nagy nyomozás       | Murmur Most Foul         |
| 10. | Fenn a kék égen       | The Wild Blue Yonder     |
| 11. | Együtt a család       | A Family Again           |
| 12. | Sima ügy              | A Formal Affair          |
| 13. | Bolondos szívek       | The Foolish Heart        |

### Ötödik évad
|     | Epizód magyar címe    | Epizód eredeti címe    |
| --- | --------------------- | ---------------------- |
| 1.  | Felnőtté válás        | Coming of Age          |
| 2.  | Egy boldog nap        | Oh Happy Day           |
| 3.  | Az agyturkász         | The Trick Cyclist      |
| 4.  | Új lányok a városban  | New Girls in Town      |
| 5.  | A spanyol fogoly      | The Spanish Prisoner   |
| 6.  | Hű lelkek násza       | Marriage of True Minds |
| 7.  | Istenért és a hazáért | For God and Country    |
| 8.  | Az új edző            | Enter Eddie Jackson    |
| 9.  | A járvány             | The Summer Plague      |
| 10. | Kibékülés             | Reconciliation         |
| 11. | Bukott bálványok      | Crack in the Mirror    |
| 12. | Titkok és hazugságok  | Secrets and Lies       |
| 13. | A bosszú              | Pay Back               |

## Fordítás
- Ez a szócikk részben vagy egészben  a   Wind at My Back című angol Wikipédia-szócikk ezen változatának fordításán alapul.  Az eredeti cikk szerkesztőit annak laptörténete sorolja fel. Ez a jelzés csupán a megfogalmazás eredetét és a szerzői jogokat jelzi, nem szolgál a cikkben szereplő információk forrásmegjelöléseként.